# Gornje Vinarce
Vinarc i Epërm en albanais et Gornje Vinarce en serbe latin (en serbe cyrillique : Горње Винарце) est une localité du Kosovo située dans la commune/municipalité de Mitrovicë/Kosovska Mitrovica et dans le district de Mitrovicë/Kosovska Mitrovica. Selon le recensement kosovar de 2011, elle compte 362 habitants.

## Histoire
Dans le village, l'église catholique est proposée pour une inscription sur la liste des monuments culturels du Kosovo.

## Démographie

### Évolution historique de la population dans la localité
| 1948 | 1953 | 1961 | 1971 | 1981 | 1991 | 2011 |
| ---- | ---- | ---- | ---- | ---- | ---- | ---- |
| 155  | 162  | 210  | 295  | 336  | 457  | 362  |

|  |

### Répartition de la population par nationalités (2011)
En 2011, les Albanais représentaient 99,72 % de la population.